# Стів Міллер
Стів Міллер (англ. Steve Miller, нар. 5 жовтня 1943; Мілвокі, Вісконсин, США) — американський гітарист, який створив у віці 12 років блюз-рок-команду, яка після численних змін складу отримала в 1968 році назву «The Steve Miller Band». Найпопулярнішою піснею Стіва в складі групи є «Abracadabra».
2016 року включений до Зали слави рок-н-ролу.

## Біографія
Кар'єра Стіва почалася в 1955 році, коли під впливом Леса Пола (з яким був знайомий його батько) він створив свою музичну групу. Наприкінці 1960-х Міллер вже був досить шанованим рок-музикантом, який працював з Чаком Беррі, і в записах якого брав участь сам Пол Маккартні. 1972 року він потрапив в аварію, зламав шию і захворів гепатитом. Під час хвороби жартома написав нехитру пісеньку «The Joker», яку вирішив випустити синглом. Ця поп-орієнтована мелодія стала великим хітом, дійшовши до першого рядка в Billboard Hot 100. У Великій Британії вона вийшла через 17 років і, після того, як її використали у рекламному ролику, також очолила національний хіт-парад. В тексті пісні вперше прозвучав безглуздий вираз pompatus of love, який згодом увійшов у молодіжну субкультуру. 1996 року навіть був знятий фільм під назвою «The Pompatus of Love», герої якого обговорюють походження і значення цієї загадкової фрази.
Вражений успіхом «The Joker», Міллер вирішив продовжувати записуватися в аналогічному стилі, розрахованому на найширшу публіку. Його альбоми «Fly Like an Eagle» (1976) і «Book of Dreams» (1977) розійшлися багатомільйонними тиражами, а сингл «Rock'n Me» став черговим суперхітом. Хоча музичні критики зневажали Міллера за зраду психоделічному блюз-року, він продовжував зрідка виступати і з Маккартні, і з The Eagles. Його останнім (і найбільшим) бестселером був виданий в червні 1982 року танцювальний сингл «Abracadabra».

## Дискографія
- Children of the Future (1968)
- Sailor (1968)
- Brave New World (1969)
- Your Saving Grace (1969)
- Number 5 (1970)
- Rock Love (1971)
- Antology (1972)
- Recall the Beginning…A Journey from Eden (1972)
- Living In The U. S. A (1973)
- The Best Of… 1968—1973 (1973)
- The Joker (1973)
- Fly Like an Eagle (1976)
- Book of Dreams (1977)
- Greatest Hits 1974-78 (1978)
- Circle of Love (1981)
- Abracadabra (1982)
- Steve Miller Band Live! (1983)
- Italian X Rays (1984)
- Living in the 20th Century (1986)
- Born 2 B Blue (1988)
- Very Best Of… (1991)
- Wide River (1993)
- Steve Miller Band (3CD) (1994)
- King Biscuit Flower Hour Presents The Steve Miller Band (2002)
- Live 73-76 (2CD) (2002)
- Young Hearts (2003)
- Bingo! (2010)
- Let your hair down (2011)